# Michael Eyssimont
Michael "Mikey" Eyssimont, född 9 september 1996, är en amerikansk professionell ishockeyforward som spelar för Tampa Bay Lightning i NHL.
Han har tidigare spelat för Winnipeg Jets och San Jose Sharks i NHL; Ontario Reign och Manitoba Moose i AHL; St. Cloud State Huskies i National Collegiate Athletic Association (NCAA) samt Fargo Force och Sioux Falls Stampede i United States Hockey League (USHL).
Eyssimont draftades av Los Angeles Kings i femte rundan i 2016 års draft som 142:a spelare totalt.

## Statistik
| 2010–2011   | Colorado Thunderbirds U14 |             | 24  | 19 | 16 | 35  | 24  | —  | — | — | —  | —  |
| 2011–2012   | Colorado Thunderbirds U16 | T1EHL       | 36  | 10 | 18 | 28  | 26  | —  | — | — | —  | —  |
| 2012–2013   | Colorado Thunderbirds U16 | T1EHL       | 40  | 48 | 43 | 91  | 66  | —  | — | — | —  | —  |
|             | Fargo Force               | USHL        | 4   | 0  | 0  | 0   | 0   | —  | — | — | —  | —  |
| 2013–2014   | Fargo Force               | USHL        | 58  | 14 | 16 | 30  | 64  | —  | — | — | —  | —  |
| 2014–2015   | Fargo Force               | USHL        | 46  | 17 | 19 | 36  | 46  | —  | — | — | —  | —  |
|             | Sioux Falls Stampede      | USHL        | 14  | 5  | 8  | 13  | 16  | 12 | 7 | 9 | 16 | 20 |
| 2015–2016   | St. Cloud State Huskies   | NCAA        | 40  | 14 | 19 | 33  | 20  | —  | — | — | —  | —  |
| 2016–2017   | St. Cloud State Huskies   | NCAA        | 36  | 14 | 16 | 30  | 20  | —  | — | — | —  | —  |
| 2017–2018   | St. Cloud State Huskies   | NCAA        | 39  | 17 | 22 | 39  | 30  | —  | — | — | —  | —  |
|             | Ontario Reign             | AHL         | 3   | 0  | 1  | 1   | 0   | —  | — | — | —  | —  |
| 2018–2019   | Ontario Reign             | AHL         | 63  | 10 | 10 | 20  | 47  | —  | — | — | —  | —  |
| 2019–2020   | Ontario Reign             | AHL         | 56  | 12 | 16 | 28  | 70  | —  | — | — | —  | —  |
| 2020–2021   | Ontario Reign             | AHL         | 40  | 9  | 8  | 17  | 49  | 1  | 1 | 1 | 2  | 0  |
| 2021–2022   | Winnipeg Jets             | NHL         | 1   | 0  | 0  | 0   | 0   | —  | — | — | —  | —  |
|             | Manitoba Moose            | AHL         | 58  | 18 | 24 | 42  | 90  | 5  | 1 | 0 | 1  | 4  |
| 2022–2023   | Winnipeg Jets             | NHL         | 19  | 1  | 4  | 5   | 7   | —  | — | — | —  | —  |
|             | Manitoba Moose            | AHL         | 9   | 2  | 7  | 9   | 27  | —  | — | — | —  | —  |
|             | San Jose Sharks           | NHL         | 20  | 3  | 5  | 8   | 34  | —  | — | — | —  | —  |
|             | Tampa Bay Lightning       | NHL         | 15  | 1  | 1  | 2   | 22  | 3  | 1 | 1 | 2  | 0  |
| NHL totalt  | NHL totalt                | NHL totalt  | 55  | 5  | 10 | 15  | 63  | 3  | 1 | 1 | 2  | 0  |
| AHL totalt  | AHL totalt                | AHL totalt  | 229 | 51 | 66 | 117 | 283 | 6  | 2 | 1 | 3  | 4  |
| NCAA totalt | NCAA totalt               | NCAA totalt | 115 | 45 | 57 | 102 | 70  | —  | — | — | —  | —  |
| USHL totalt | USHL totalt               | USHL totalt | 122 | 36 | 43 | 79  | 126 | 12 | 7 | 9 | 16 | 20 |

### Internationellt
| Källa: Uppdaterad: 2023-06-11 | Källa: Uppdaterad: 2023-06-11 | Källa: Uppdaterad: 2023-06-11 |         | Utv = Utvisningsminuter | Utv = Utvisningsminuter | Utv = Utvisningsminuter | Utv = Utvisningsminuter | Utv = Utvisningsminuter |
| År                            | Lag                           | Mästerskap                    | Matcher | Mål                     | Assists                 | Poäng                   | Utv                     |                         |
| ----------------------------- | ----------------------------- | ----------------------------- | ------- | ----------------------- | ----------------------- | ----------------------- | ----------------------- | ----------------------- |
| 2023                          | USA                           | VM                            | 9       | 1                       | 2                       | 3                       | 29                      |                         |
| Senior totalt                 | Senior totalt                 | Senior totalt                 | 9       | 1                       | 2                       | 3                       | 29                      |                         |